# هسته یخی
هسته یخی (به انگلیسی: Ice nucleus) ذره‌ای است که به عنوان هسته تشکیل کریستال یخ در جو عمل می‌کند.

## مکانیسم
چندین مکانیسم برای تشکیل هسته یخی در جو وجود دارد که از طریق آنها هسته‌های یخ می‌توانند تشکیل ذرات یخ را کاتالیز کنند. در تروپوسفر فوقانی، بخار آب می‌تواند مستقیماً روی ذرات جامد بنشیند. اما در ابرهای گرمتر از حدود منفی ۳۷ درجه سانتیگراد که در آن آب مایع می‌تواند در حالت فراسرمایش شده باقی بماند، هسته‌های یخ می‌توانند قطرات را به یخ تبدیل کنند.
بسیاری از انواع مختلف ذرات جوی می‌توانند به عنوان هسته‌های یخی باشند. از جمله گرد و غبار بیابان، دوده، ماده آلی، باکتریها، گرده، هاگهای قارچی و خاکستر آتشفشانی. با این حال، پتانسیل تشکیل هسته از هر نوع، بسته به شرایط جوی دقیق، بسیار متفاوت است.